# André Muri
André Muri (Asker, 22 aprile 1981) è un ex calciatore norvegese, di ruolo difensore.

## Caratteristiche tecniche
Muri era un difensore centrale, forte fisicamente.

## Carriera

### Club

#### Stabæk
Muri ha iniziato la carriera professionistica con la maglia dello Stabæk. Il difensore ha esordito in squadra il 28 giugno 2000, quando ha sostituito Pétur Marteinsson nella sconfitta per 2-0 contro il Træff, in un incontro valido per l'edizione stagionale del Norgesmesterskapet. Il 5 luglio dello stesso anno, ha potuto debuttare nell'Eliteserien: è subentrato ancora a Marteinsson, nel successo per 6-1 sul Molde. Il 23 luglio è stato autore di un'autorete, nella sconfitta della sua squadra contro l'Odd Grenland, con il punteggio di 2-1. Ha dovuto attendere il 6 agosto dello stesso anno per segnare la prima rete, quando ha siglato il gol del definitivo 3-3 sul campo del Bodø/Glimt.
Nel campionato 2002, Muri ha conquistato un posto da titolare nello Stabæk, totalizzando 33 apparizioni in squadra, coppe incluse. Il 19 settembre 2002, infatti, ha giocato il primo incontro nelle competizioni europee per club, disputando l'andata del primo turno della Coppa UEFA 2002-2003, vinto per 1-0 sull'Anderlecht. È rimasto in squadra fino al termine del campionato 2004, che si è concluso con la retrocessione del suo Stabæk.

#### Vålerenga
Muri si è accordato allora con il Vålerenga. Ha esordito in squadra il 10 aprile 2005, schierato titolare nella sconfitta per 3-1 sul campo dell'HamKam. Ha segnato la prima rete con la nuova maglia in data 28 agosto, nel successo per 3-1 sul Bodø/Glimt. Nella sua prima stagione al club, Muri si è aggiudicato la vittoria del campionato e quello che è stato il primo trofeo della carriera.
Nel campionato 2006, il suo spazio in squadra si è ridotto, a causa della forte concorrenza per un posto da titolare. La situazione non è cambiata neanche nell'anno successivo e Muri ha totalizzato soltanto 9 presenze nella prima parte del 2007.

#### Odd Grenland
Il 14 luglio 2007, allora, l'Odd Grenland ha ingaggiato Muri con la formula del prestito, fino al termine della stagione in corso. La sua nuova squadra si è riservata la possibilità di acquistarne le prestazioni a titolo definitivo. Ha debuttato con la casacca dell'Odd Grenland in data 22 luglio, quando è stato titolare nella sconfitta per 1-0 contro lo Strømsgodset. Ha giocato 16 incontri per il club, disputandoli tutti dal primo minuto. Il club non è riuscito però a raggiungere la salvezza in campionato ed è retrocesso in 1. divisjon. Muri ha manifestato allora la sua volontà di tornare al Vålerenga, anche per via dell'incertezza sulla guida tecnica dell'Odd Grenland, per la stagione successiva.

#### Ritorno al Vålerenga
Muri è tornato allora ad Oslo per il campionato 2008. È riuscito a riconquistare il posto da titolare nella difesa della squadra e, nel mese di agosto, ha rinnovato il suo contratto con il Vålerenga. Ha contribuito al successo nel Norgesmesterskapet 2008, che è stato il secondo titolo della carriera, giocando anche nella finale della competizione contro lo Stabæk, vinta con il punteggio di 4-1. È stato titolare anche nella Superfinalen 2009, persa stavolta per 3-1, ancora contro lo Stabæk. È stato nominato capitano della squadra per questa stagione, ma un serio infortunio lo ha costretto a saltare diversi incontri.
Nel campionato 2010, pienamente ristabilito, ha giocato tutti i 30 incontri dell'Eliteserien, senza saltare neanche un minuto. Le sue prestazioni sono state ricompensate con il titolo di miglior calciatore stagionale della sua squadra, votato dai propri compagni.
Il 28 aprile 2014, ha subito la terza commozione cerebrale della sua carriera nel corso di una sfida contro il Sarpsborg 08. Da quel giorno, non ha giocato alcun incontro per il Vålerenga. Il 27 maggio 2015 ha allora annunciato il ritiro dall'attività agonistica.

### Nazionale
Muri ha giocato 18 incontri per la Norvegia under 21. Il primo di questi lo ha disputato in data 27 febbraio 2001, quando ha sostituito Jarle Steinsland nel successo per 3-0 sulla Finlandia under 21. Il 18 novembre 2003, in quella che è stata la sua ultima presenza nelle selezioni giovanili, ha segnato la rete del definitivo 3-0 sulla Serbia under 21.

## Statistiche

### Presenze e reti nei club
Statistiche aggiornate al 25 giugno 2015.
| Stagione         | Club             | Campionato       | Campionato | Campionato | Coppe nazionali | Coppe nazionali | Coppe nazionali | Coppe continentali | Coppe continentali | Coppe continentali | Supercoppe | Supercoppe | Supercoppe | Totale | Totale |
| Stagione         | Club             | Comp             | Pres       | Reti       | Comp            | Pres            | Reti            | Comp               | Pres               | Reti               | Comp       | Pres       | Reti       | Pres   | Reti   |
| ---------------- | ---------------- | ---------------- | ---------- | ---------- | --------------- | --------------- | --------------- | ------------------ | ------------------ | ------------------ | ---------- | ---------- | ---------- | ------ | ------ |
| 2000             | Stabæk           | ES               | 7          | 1          | CN              | 1               | 0               | -                  | -                  | -                  | -          | -          | -          | 8      | 1      |
| 2001             | Stabæk           | ES               | 7          | 0          | CN              | 3               | 0               | -                  | -                  | -                  | -          | -          | -          | 10     | 0      |
| 2002             | Stabæk           | ES               | 25         | 0          | CN              | 6               | 0               | CU                 | 2                  | 0                  | -          | -          | -          | 33     | 0      |
| 2003             | Stabæk           | ES               | 26         | 0          | CN              | 4               | 0               | -                  | -                  | -                  | -          | -          | -          | 30     | 0      |
| 2004             | Stabæk           | ES               | 25         | 1          | CN              | 5               | 0               | CU                 | 3                  | 0                  | -          | -          | -          | 33     | 1      |
| Totale Stabæk    | Totale Stabæk    | Totale Stabæk    | 90         | 2          |                 | 19              | 0               |                    | 5                  | 0                  |            | -          | -          | 114    | 2      |
| 2005             | Vålerenga        | ES               | 25         | 2          | CN              | 5               | 0               | UCL+CU             | 2+2                | 0                  | -          | -          | -          | 34     | 2      |
| 2006             | Vålerenga        | ES               | 15         | 0          | CN              | 0               | 0               | UCL                | 1                  | -                  | -          | -          | -          | 16     | 0      |
| gen.-lug. 2007   | Vålerenga        | ES               | 8          | 0          | CN              | 1               | 0               | CU                 | 0                  | 0                  | -          | -          | -          | 9      | 0      |
| lug.-dic. 2007   | Odd Grenland     | ES               | 13         | 0          | CN              | 3               | 0               | -                  | -                  | -                  | -          | -          | -          | 16     | 0      |
| 2008             | Vålerenga        | ES               | 19         | 0          | CN              | 7               | 0               | -                  | -                  | -                  | -          | -          | -          | 26     | 0      |
| 2009             | Vålerenga        | ES               | 21         | 4          | CN              | 3               | 0               | UEL                | 0                  | 0                  | SN         | 1          | -          | 25     | 4      |
| 2010             | Vålerenga        | ES               | 30         | 2          | CN              | 1               | 0               | -                  | -                  | -                  | -          | -          | -          | 31     | 2      |
| 2011             | Vålerenga        | ES               | 30         | 6          | CN              | 2               | 0               | UEL                | 4                  | 0                  | -          | -          | -          | 36     | 6      |
| 2012             | Vålerenga        | ES               | 25         | 0          | CN              | 1               | 0               | -                  | -                  | -                  | -          | -          | -          | 26     | 0      |
| 2013             | Vålerenga        | ES               | 28         | 1          | CN              | 3               | 0               | -                  | -                  | -                  | -          | -          | -          | 31     | 1      |
| 2014             | Vålerenga        | ES               | 4          | 0          | CN              | 0               | 0               | -                  | -                  | -                  | -          | -          | -          | 4      | 0      |
| gen.-mag. 2015   | Vålerenga        | ES               | 0          | 0          | CN              | 0               | 0               | -                  | -                  | -                  | -          | -          | -          | 0      | 0      |
| Totale Vålerenga | Totale Vålerenga | Totale Vålerenga | 205        | 19         |                 | 8               | 0               |                    | 9                  | 0                  |            | 1          | 0          | 224    | 19     |
| Totale           | Totale           | Totale           | 309        | 21         |                 | 30              | 0               |                    | 14                 | 0                  |            | 1          | 0          | 354    | 21     |

## Palmarès
- Campionato norvegese: 1

Vålerenga: 2005
- Coppa di Norvegia: 1

Vålerenga: 2008